# プロミネンス (地誌学)

ある島の3つの頂上のプロミネンス。破線が「その頂上よりも高いピークを含まない最も低い等高線」（key col）で、そこから頂上までの高さ（垂直の矢印）がプロミネンスとなる。上の矢印は、「その頂上よりも高いピーク」(parent peak)を表す。

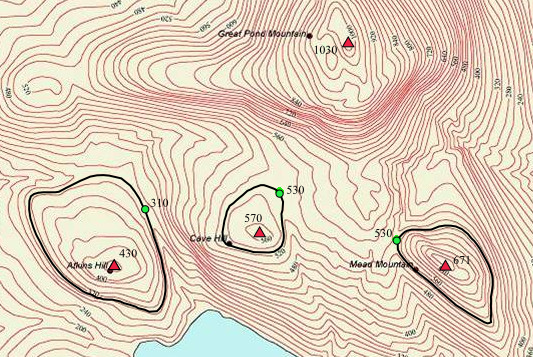
米国のグレート・ポンド山(Great Pond Mountain)付近にある3つの山頂の事例。その頂上よりも高い地点を含まない最も低い等高線を太線で示し、key col に緑丸と標高（フィート表示）を付している。プロミネンスは、左のアトキンス・ヒル(Atkins Hill)が 430 − 310 = 120フィート。ケイヴ・ヒル(Cave Hill)が 570 − 530 = 40 フィート、ミード山(Mead Mountain)が 671 − 530 = 141 フィート。3つの頂上いずれも、parent peakはグレート・ポンド山である。

地誌学においてプロミネンス（英語: prominence）とは、ある山や丘の頂上について、その頂上を囲む等高線の中でその頂上よりも高い地点を含まない最も低い等高線からの比高のことである。日本語では「地形突出度」などと呼ばれることもあるが、定訳がないため、本項目では「プロミネンス」と表記する。
世界最高峰かつユーラシア大陸最高峰のエベレストや日本最高峰かつ本州最高峰の富士山のような、その陸地における最高峰の場合、プロミネンスの基準となる等高線は海岸線となり、プロミネンスは海抜と一致する。
上記の等高線を使った定義以外にも、プロミネンスは別の表現で定義できる。
- ある山のプロミネンスがPメートルであった場合、その山の頂上からより高い地点へ行くには最低でもPメートルは下る必要があることになる。プロミネンスと海抜が一致している場合は、海岸線まで下りて他の島へ行く必要があるということである。

- ある頂Aとそれより高い頂Bを尾根沿いに繋いたときに、最も低い地点（最低鞍部）を見つけることができる。頂Aより高いすべての頂Bに対して、考えられるルートを取りつくしたとき、それらの最低鞍部の中で最も高い地点をkey colとする。頂Aのプロミネンスはkey colから頂Aまでの高さということになる。島の最高峰に対するkey colは海である。

世界の山をプロミネンスの高い順に並べた場合の5位までは以下のようになる。世界の山一覧 (プロミネンス順)に125位までのリストがある。
- 1位 - エベレスト（8,848 m）
- 2位 - アコンカグア（6,962 m）
- 3位 - デナリ（6,144 m）
- 4位 - キリマンジャロ（5,885 m）
- 5位 - クリストバル・コロン山（5,509 m）